# Eligmodontia
Genre
Eligmodontia est un genre de rongeurs de la famille des Cricétidés.

## Liste des espèces
Selon ITIS (24 mars 2016) :
- Eligmodontia bolsonensis Mares, Braun, Coyner and Van Den Bussche, 2008
- Eligmodontia dunaris Spotorno, Zuleta R., Walker, Manriquez S., Valladares F. and Marin, 2013
- Eligmodontia hirtipes (Thomas, 1902)
- Eligmodontia moreni Thomas, 1896
- Eligmodontia morgani Allen, 1901
- Eligmodontia puerulus (Philippi, 1896)
- Eligmodontia typus F. Cuvier, 1837

Selon Mammal Species of the World (version 3, 2005)  (24 mars 2016) :
- Eligmodontia moreni Thomas, 1896
- Eligmodontia morgani Allen, 1901
- Eligmodontia puerulus (Philippi, 1896)
- Eligmodontia typus F. Cuvier, 1837